# Salsa verde

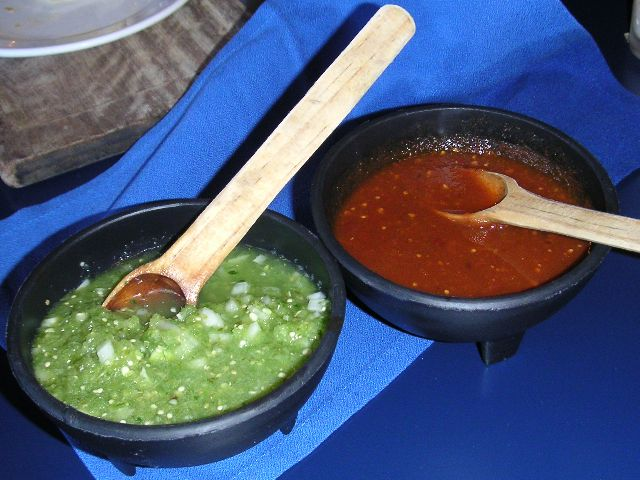
Salsa verde (po lewej)

Salsa verde – wspólna nazwa dla wielu odmian sosów, złożonych głównie z ziół. Sosy te znane są w różnych krajach pod różnymi nazwami, np: jako: salsa verde we Włoszech i w Meksyku, sauce verte we Francji czy grüne Soße w Niemczech.
Sos ma prawdopodobnie bliskowschodnie pochodzenie i został przyniesiony do Italii przez rzymskie legiony. Stamtąd rozpowszechnił się na pozostałe kraje.
Włoska salsa verde to zimny sos złożony głównie z natki pietruszki, octu, kaparów, czosnku, cebuli, anchois i oliwy. Składniki są siekane, a następnie mieszane z oliwą. Innymi, często używanymi składnikami są: bazylia, mięta, szczypior. Meksykańska salsa verde składa się z tomatillos, cebuli, kolendry, soku z limonek i papryczek chili.